# U-140 (1940)
| U-140                                                                                  | U-140 | U-140 |
| -------------------------------------------------------------------------------------- | --- | --- |
| U 140                                                                                  | | |
|                                                                                        | | |
| Однотипний з U-140 підводний човен U-2                                                 | | |
| Верф                                                                                   | Deutsche Werke, Кіль | Deutsche Werke, Кіль |
| Під прапором                                                                           | Третій Рейх | Третій Рейх |
| Належність                                                                             | Крігсмаріне | Крігсмаріне |
| Порт приписки                                                                          | Кіль, Берген, Готенгафен | Кіль, Берген, Готенгафен |
| Замовлення                                                                             | 25 вересня 1939 | 25 вересня 1939 |
| Закладений                                                                             | 16 листопада 1939 | 16 листопада 1939 |
| Спуск на воду                                                                          | 28 червня 1940 | 28 червня 1940 |
| Введений до складу флоту                                                               | 7 серпня 1940 | 7 серпня 1940 |
| На службі                                                                              | 1940—1945 | 1940—1945 |
| Загибель                                                                               | 5 травня 1945 року затоплений екіпажем у порту міста Вільгельмсгафен                                                                | 5 травня 1945 року затоплений екіпажем у порту міста Вільгельмсгафен                                                                |
| Сучасний статус                                                                        | розібраний на брухт | розібраний на брухт |
| Бойовий досвід                                                                         | Друга світова війна Битва за Атлантику * Конвой HX 90 Кампанія на Балтійському морі                                                 | Друга світова війна Битва за Атлантику * Конвой HX 90 Кампанія на Балтійському морі                                                 |
| Проєкт                                                                                 | | |
| Тип ПЧ                                                                                 | торпедний прибережний підводний човен                                                                                               | торпедний прибережний підводний човен                                                                                               |
| Основні характеристики                                                                 | | |
| Швидкість (надводна)                                                                   | 12,7 вузла | 12,7 вузла |
| Швидкість (підводна)                                                                   | 7,4 вузла | 7,4 вузла |
| Робоча глибина занурення                                                               | 80 м | 80 м |
| Гранична глибина занурення                                                             | 150 м | 150 м |
| Автономність плавання                                                                  | 56 миль (104 км) на швидкості 4 вузли (в підводному положенні) 5650 миль (10 460 км) на швидкості 8 вузлів (у надводному положенні) | 56 миль (104 км) на швидкості 4 вузли (в підводному положенні) 5650 миль (10 460 км) на швидкості 8 вузлів (у надводному положенні) |
| Екіпаж                                                                                 | 25 осіб | 25 осіб |
| Розміри                                                                                | | |
| Довжина найбільша (по КВЛ)                                                             | 43,97 м | 43,97 м |
| Ширина корпусу найб.                                                                   | 4,916 м | 4,916 м |
| Висота                                                                                 | 8,1 м | 8,1 м |
| Середня осадка (по КВЛ)                                                                | 3,93 м | 3,93 м |
| Водотоннажність надводна                                                               | 314 т | 314 т |
| Силова установка                                                                       | | |
| дизель-електрична; 2 дизельних двигуни MWM RS 127 S, 2 електродвигуни SSW PG VV 322/36 | | |
| Гвинти                                                                                 | 2 | 2 |
| Потужність                                                                             | 2 × 510 к.с. (дизелі) 2 × 370 к.с. (електродвигуни)                                                                                 | 2 × 510 к.с. (дизелі) 2 × 370 к.с. (електродвигуни)                                                                                 |
| Озброєння                                                                              | | |
| Торпедно- мінне озброєння                                                              | 3 носових ТА. 5 торпед або 12 TMA чи 18 TMB                                                                                         | 3 носових ТА. 5 торпед або 12 TMA чи 18 TMB                                                                                         |
| ППО                                                                                    | 1 × 20-мм зенітна гармата FlaK 30/38/Flakvierling                                                                                   | 1 × 20-мм зенітна гармата FlaK 30/38/Flakvierling                                                                                   |

U-140 — німецький прибережний підводний човен типу IID, що входив до складу Військово-морських сил Третього Рейху за часів Другої світової війни. Закладений 16 листопада 1939 року на верфі № 269 компанії Deutsche Werke у Кілі, спущений на воду 28 червня 1940 року. 7 серпня 1940 року корабель увійшов до складу 1-ї навчальної флотилії ПЧ ВМС нацистської Німеччини. 5 травня 1945 року затоплений екіпажем у порту міста Вільгельмсгафен.

## Історія служби
U-140 належав до німецьких малих так званих прибережних підводних човнів типу IID, однієї з модифікацій типу субмарин Третього Рейху. Службу розпочав у складі 1-ї навчальної флотилії ПЧ, 1 грудня 1940 року перейшов до бойового складу цієї флотилії. 1 січня 1941 року продовжив службу в лавах 22-ї флотилії ПЧ Крігсмаріне (школа підводників), а 1 квітня 1945 року переведений до 31-ї флотилії ПЧ. З листопада 1940 до липня 1941 року підводний човен здійснив три бойових походи в Атлантичний океан та Балтійське море під час яких потопив три судна (12 410 GRT) та один військовий корабель (206 тонн).

## Командири
- оберлейтенант-цур-зее Ганс-Петер Гінш (7 серпня 1940 — 6 квітня 1941)
- оберлейтенант-цур-зее Ганс-Юрген Гелльрігель (7 квітня — 9 грудня 1941)
- капітан-лейтенант Клаус Попп (21 жовтня 1941 — 1 вересня 1942)
- оберлейтенант-цур-зее Альбрехт Маркерт (2 вересня 1942 — 31 липня 1944)
- оберлейтенант-цур-зее Герберт Цайсслер (1 серпня — 19 листопада 1944)
- оберлейтенант-цур-зее Вольфганг Шерфлінг (20 листопада 1944 — 5 травня 1945)

## Перелік уражених U-140 суден у бойових походах
| №                                                              | Дата          | Командир ПЧ                  | Назва         | Тип                | Належність                   | Водотоннажність (брт) | Вантаж          | Конвой       | Результат та координати                                                | Наслідки атаки для екіпажу                        | Прим.                          |
| -------------------------------------------------------------- | ------------- | ---------------------------- | ------------- | ------------------ | ---------------------------- | --------------------- | --------------- | ------------ | ---------------------------------------------------------------------- | ------------------------------------------------- | ------------------------------ |
| Перший похід (20.11—17.12.1940, 28 діб; Кіль—Берген)           |               |                              |               |                    |                              |                       |                 |              |                                                                        |                                                   |                                |
| 1                                                              | 3 грудня 1940 | Oblt. Ганс-Петер Гінш        | Victoria City | суховантажне судно | Велика Британія              | 4 739                 | сталь           | Конвой HX 90 | потоплено 55°27′ пн. ш. 08°45′ зх. д. / 55.450° пн. ш. 8.750° зх. д.   | 43 (усі загинули)                                 |                                |
| 2                                                              | 8 грудня 1940 | Oblt. Ганс-Петер Гінш        | Penang        | вітрильне судно    | Фінляндія                    | 2 019                 | 3250 тонн зерна |              | потоплено 55°25′ пн. ш. 10°15′ зх. д. / 55.417° пн. ш. 10.250° зх. д.  | 18 (усі загинули)                                 |                                |
| 3                                                              | 8 грудня 1940 | Oblt. Ганс-Петер Гінш        | Ashcrest      | суховантажне судно | Велика Британія              | 5 652                 | сталь           | Конвой SC 13 | потоплено 55°12′ пн. ш. 10°20′ зх. д. / 55.200° пн. ш. 10.333° зх. д.  | 38 (усі загинули)                                 |                                |
| Третій похід (07.07—24.07.1941, 18 діб; Готенгафен—Готенгафен) |               |                              |               |                    |                              |                       |                 |              |                                                                        |                                                   |                                |
| 4                                                              | 21 липня 1941 | Oblt. Ганс-Юрген Гелльрігель | М-94          | підводний човен    | Військово-морський флот СРСР | 206                   |                 |              | потоплений 58°51′ пн. ш. 22°02′ сх. д. / 58.850° пн. ш. 22.033° сх. д. | 19 офіцерів та матросів (8 загинуло та 11 вижили) | підводний човен типу «Малютка» |